# Na śmierć i życie (film)
Na śmierć i życie (ang. Kill Your Darlings) – biograficzny dramat filmowy z 2013, napisany przez Austina Bunna i wyreżyserowany przez Johna Krokidasa, mający swoją światową premierę na Festiwalu Filmowym w Sundance. Film opowiada o wydarzeniach poprzedzających słynne morderstwo z 1944, które splotło ze sobą losy wielkich poetów pokolenia beatników: Allena Ginsberga, Jacka Kerouacka i Williama S. Burroughsa.

## Prawdziwa historia
Allen Ginsberg, Jack Kerouac, William Burroughs i Lucien Carr. Ostatnie nazwisko jest najprawdopodobniej mniej znane, ale Lucien był niesamowicie ważną postacią dla rozwoju jednego z największych ruchów kontrkulturowych – Beat Generation. Połączył on trójkę niesamowitych, kreatywnych ludzi, którzy zostali później okrzyknięci ikonami pokolenia. Gdyby nie on, Jack Kerouac, Allen Ginsberg i William S. Burroughs być może nigdy by się nie poznali.

Ludzie od ponad 50 lub 60 lat są zafascynowani beatnikami. Mimo to chcieliśmy podejść do tego tematu nie jak do biografii trzech legendarnych pisarzy, ale bardziej jak do historii kim byli jako ludzie dopiero wkraczający w dorosłość – niesamowity jest fakt, że dalej próbuję się dowiedzieć kim naprawdę byli. W 1944 roku, kiedy Allen Ginsberg właśnie wkraczał w wiek 18 lat, a Burroughs powoli dochodził do 30, ciągle nie mieli napisanego ani słowa. Dla nas fascynujący nie był fakt jak wspaniałymi i wielkimi ludźmi się stali, ale fascynujące wydawało się to, co i w jaki sposób ukształtowało kilkoro młodych dorosłych, że stali tymi ludźmi, których znamy i podziwiamy obecnie.

W 1944 Allen Ginsberg był nieśmiałym, nerwowym, ale też ułożonym i zważającym na opinię innych pierwszoroczniakiem na Uniwersytecie Columbia. Jack Kerouac był jednym z najlepszych biegaczy w uniwersyteckiej drużynie futbolowej. William S. Burroughs porzucił szkołę medyczną, stał się domokrążcą oraz narkomanem żyjącym na marginesie Nowego Jorku, który po śledzeniu swoich przyjaciół (Luciena Carra i Davida Kammerera) z rodzinnego Saint Louis osiadł się na Manhattanie. W ciągu kilku miesięcy wszyscy z wymienionych zdecydowali się realizować własną wizję sztuki i literatury, nazwaną później New Vision. Jednakże już bez Kammerera, który był martwy poprzez kilkukrotne pchnięcie prosto w serce przez swojego ukochanego Lu.

## Okoliczności powstania
Austin Bunn jako współscenarzysta często podkreśla swoją przyjaźń z reżyserem Johnem Krokidasem: John i ja byliśmy współlokatorami podczas studiów. Spotkaliśmy się pierwszego roku na Uniwersytecie Yale i zabawnie się złożyło, że większość naszych pierwszorocznych eksperymentów znalazła się w tym filmie, który szczerze mówiąc jest historią o studiach. Krokidas poszedł na program i karierę filmową na NYU, podczas gdy Bunn dał się poznać jako dobry pisarz po ukończeniu studiów na Iowa Writers’ Workshop. Ich wspólna fascynacja doprowadziła do współpracy przy Na śmierć i życie, które było debiutem filmowym Johna Krokidasa.
Nawet jeśli relacja pomiędzy Davidem Kammererem i Lucienem Carrem wydaje się być epicentrum, wokół którego toczy się opowieść to film został zrealizowany tak, aby to Ginsberg był ciągle w centrum uwagi.

Tak naprawdę Ginsberg staje się pełnoletni. Pojawia się na Uniwersytecie Columbia mając 17 lat i będąc niezwykle posłusznym synem poety i emocjonalnie chorej matki, którą musi się zajmować. Naukę rozpoczyna z myślą o studiowaniu prawa, ale zmienia zdanie po poznaniu młodego mężczyzny, Luciena Carra, który wkłada do jego głowy pomysł na bycie pisarzem. Dlatego też postanowili oni rozpocząć kulturową rewolucję zwaną „The New Vision”, która w zamierzeniach miała zmienić społeczeństwo. Więc tym, co naprawdę mnie tematycznie zastanawiało była idea bycia 18- lub 19-latkiem, zostawiającym swoje gniazdo i próbującym po raz pierwszy znaleźć swoje wewnętrzne ja oraz zrobić coś ważnego w swoim życiu, coś co być może ma szansę zmienić świat, coś co sprawi, że naprawdę poczuje się różnicę. I na koniec historii to „coś” naprawdę coś zmienia.

Po trzech lub czterech latach nieustanego pracowania nad scenariuszem, Bunn i Krokidas znaleźli ich idealnego producenta: Christine Vachon (Daleko od nieba, Nie czas na łzy, Happiness), jedną z producentek filmów niezależnych, dominującą na rynku od około dwóch dekad. W ciągu 15 lat osiągnęła ona mnóstwo sukcesów związanych z życiowymi historiami, często posiadającymi mroczny motyw np. włączający morderstwo (Boys Don't Cry wydają się być najlepszym przykładem), które wraz z bogatym tłem kulturowym uzewnętrzniają tak naprawdę historię ludzkiego życia. Dlatego też scenarzystom pani Vachon wydała się perfekcyjna do produkcji owego filmu.

## Ekipa filmowa
- Scenariusz – Austin Bunn, Jack Krokidas
- Reżyseria – Jack Krokidas
- Produkcja – John Krokidas, Christine Vachon, Michel Benaroya, Rose Ganguzza
- Casting – Laura Rosenthal, Maribeth Fox-Chmielewski, Jodi Angstreich
- Charakteryzacja – Lori Hicks, Peg Schierholz
- Dyrektor artystyczny – Alexios Chrysikos
- Kostiumy – Christopher Peterson
- Redakcja – Brian Kates
- Scenografia – Stephen Carter

## Obsada filmowa

### Dobór obsady aktorskiej
Pierwszym problemem było znalezienie kogoś do zagrania Allena Ginsberga. Szukaliśmy wśród wszystkich dobrych aktorów poniżej 30 roku życia, wspomina Austin Bunn, i wtedy też wpadłem na ten jeden z szalonych pomysłów wpadających do głowy o północy: a co z Danielem Radcliffem?. Jack Krokidas i Austin Bunn szukali kogoś, kto będzie przejawiał cechy charakteru podobne do tych Ginsberga. Stwierdzili, że Daniel jest idealnym kandydatem do tej roli, a przez rolę Harry’ego Pottera, która stała się jego obosiecznym mieczem, nie dostał jeszcze wystarczającej szansy, aby pokazać światu swój prawdziwy talent.

On (Allen) jest tak strasznie zdesperowany. Tylko czeka na to aż ktoś go wyzwoli. Wydaje się być w pełni gotowy do podjęcia odważnych kroków zmierzających ku jego wyzwoleniu i właśnie wtedy spotyka charyzmatycznego Luciena. Szczerze mówiąc tym, co najbardziej przyciągnęło mnie do zagrania w Kill Your Darlings, była historia o pierwszej miłości, która kończy się bardzo źle. Myślę, że wszyscy kiedyś tego doświadczyli. Oczywiste jest, że ludzie będą mówić o tym jak o gejowskiej historii miłosnej, ale w zasadzie to po prostu historia zakochania się w sobie dwojga ludzi.

Przyjęcie przez Daniela Radcliffe’a roli Allena Ginsberga sprawiło przypływ energii, który zagnieździł się na stałe w pracownikach aż do zakończenia produkcji. Kolejnym elementem układanki było znalezienie aktora do roli Luciena Carra – żywej i pasjonującej postaci, która mimo młodego wieku posiada destruktywny wpływ na otoczenie.

Od początku wiedziałem, że będzie to trudna do zagrania rola, ponieważ jak bardzo ktoś musi być tak czarujący, aby udało mu się przekonać trójkę młodych ludzi (Ginsberga, Kerouaca i Burroughsa), że mają coś ważnego do powiedzenia, że mogą zbuntować się przeciwko swojemu uniwersytetowi, swoim rodzicom i przeciwko światu a tym samym stworzyć rewolucję kulturalną.

Aby znaleźć odpowiedniego aktora do tej roli, Krokidas, Vachon i Radcliffe ponownie przesłuchali zainteresowanych aktorów poniżej 30. Zwycięzcą okazał się jednak Dane DeHaan.
Po wielu przesłuchaniach rolę otrzymali również: Jack Huston – potomek jednej z wielkich rodzin amerykańskiego kina, Ben Foster – dla którego zagranie roli swojego idola było spełnieniem marzeń oraz Michael C. Hall – odtwórca głównej roli w serialu Dexter. Natomiast w damskiej części obsady znalazły się: Elizabeth Olsen (grająca dziewczynę Jacka – Edie Parker), Jennifer Jason Leigh (odgrywająca rolę chorej psychicznie Naomi Ginsberg – matki Allena) oraz Kyra Sedgwick (jako Marian Carr – arystokratyczna i nadopiekuńcza matka Luciena).

### Ostateczny skład obsady aktorskiej

#### Role pierwszoplanowe
- Allen Ginsberg – Daniel Radcliffe
- Lucien Carr – Dane Dehaan
- David Kammerer – Michael C. Hall
- Jack Kerouac – Jack Huston
- William Burroughs – Ben Foster
- Louis Ginsberg – David Cross
- Naomi Ginsberg – Jennifer Jason Leigh
- Marian Carr – Kyra Sedgwick
- Edie Parker – Elizabeth Olsen

#### Role drugoplanowe
- Profesor Steeves – John Cullum
- Bibliotekarka – Brenda Wehle
- Gwendolyn – Erin Darke
- Sekretarka – Lenore Harris
- Strażnik kampusu – Mark Ethan
- Luke Detwiler – Zach Appelman
- Dean – David Rasche
- Oficer do spraw zakwaterowania – Quinlan Corbett
- Piosenkarka jazzowa – Dawn Newman
- Przewodnik wycieczki – Clancy O’Connor
- Pan Burroughs – John DeVries
- Stała klientka klubu Harlem – Sarah Hollis
- Page – Nicole Signore
- Strażnik – Olen Holm
- Ray Conkin – Michael Cavadias

## Fabuła
Dla młodego Allena Ginsberga, żyjącego pod jednym dachem z konserwatywnym ojcem i chorą psychicznie matką, Uniwersytet Columbia wydaje się być niczym ziemia obiecana. Stanowi swoisty portal otwierający drzwi do poznania wielu dziedzin sztuki, kultury, intelektualnych osobistości oraz przede wszystkim do zasmakowania długo wyczekiwanej wolności. Zawiera w sobie wszystko to, czego brakuje młodemu człowiekowi w jego domu rodzinnym w Patterson. Dlatego kiedy Allen zostaje przyjęty na wymarzony uniwersytet, jego ojciec (poeta oraz nauczyciel angielskiego w pobliskim liceum) postanawia zostawić swoją niestabilną emocjonalnie żonę pod opieką jednego ze szpitali psychiatrycznych i udać się do Nowego Jorku w spełnianiu swoich własnych marzeń.
Na Uniwersytecie Columbia Allen zderza się z tradycyjnymi naukami uniwersyteckimi i odważnymi, nowoczesnymi ideami, których ucieleśnieniem jest postać Luciena Carra. Młodzi studenci spotkają się po raz pierwszy podczas ekspresywnego i zwracającego uwagę wyrecytowania przez Luciena skandalicznego fragmentu Zwrotnika Raka Henry’ego Millera w bibliotece podczas oprowadzania nowych kadetów po terenie uniwersytetu. Lucien wraz ze swoim diabolicznym uśmieszkiem i anielską urodą szybko staje się fascynacją nieśmiałego i prostolinijnego Allena. Wkrótce Lucien wciąga go w krąg przyjaciół spędzających większość wieczorów w jazz clubach, nadużywających alkoholu, narkotyków etc. Właśnie na jednej z prywatek Allen poznaje Williama Burroughsa (rozwiązłego jedynaka z bogatej rodziny) i Davida Kammerera (starszego mężczyznę, który z uporem maniaka nachodzi blondwłosego chłopaka), który od początku nie ukrywa niechęci do młodego Ginsberga. Śledzi on Luciena aż do Nowego Jorku, gdzie później pracuje jako woźny, pomimo bycia niezwykle wykształconym człowiekiem. Z kolei sam Lucien wykorzystuje słabość Davida i nastawia go przeciwko Allenowi, kiedy sam nie jest do końca pewien swoich uczuć do obu z nich.
Wraz z pogłębianiem się relacji Luciena i Allena, zdają sobie oni sprawę, że łączy ich ze sobą nie tylko trudna przeszłość, ale również zamiłowanie do poezji. Obaj są chętni do rozbicia literackich i społecznych konwencji. Lucien jest pełen wspaniałych manifestów, ale to Allen ma być tym, który sprawi, że znajdą one swoje urzeczywistnienie w pisanych przez niego poematach (oraz David, który niewolniczo pisze prace dla Luciena, aby ten mógł pozostać na uniwersytecie). Podczas gdy mężczyźni są zajęci rywalizacją o względu blondyna, to jego zainteresowanie kieruje się na postać Jacka Kerouacka (starszego, dobrze zbudowanego eksfutbolistę), który służył w marynarce wojennej, a obecnie jest pisarzem na miarę beatników, czyli przełamującym wszelkie tabu i konwencje. Postać Jacka sprawia, że Allen w przypływie uczucia zagrożenia zaczyna pisać własne wiersze.
Dążąc do obalenia tradycji New Vision – Lucien, Allen, Jack i William – postanawiają włamać się do biblioteki i umieścić, w miejscu klasyków na wystawie, zakazane dzieła. David Kammerer, patrzący z zewnątrz stara się zapobiec owym lekkomyślnym czynom poprzez zawiadomienie władz college’u i policji. Dla posłusznego i traktującego poważnie studia Allena włamanie jest niczym rebelia prowadząca do wyzwolenia, ale dla Davida jest to po prostu dewastacja równocześnie wykluczająca go z kręgu osób bliskich Lucienowi. Wykluczony i zapomniany David przychodzi na ostatnie spotkanie z Lucienem, aby następnego ranka zostać znalezionym martwym w rzece Hudson. Lucien trafia do więzienia za zabójstwo Davida oraz błaga Allena o pomoc w napisaniu zeznań i obrony, które przedstawiałyby, co według Luciena, stało się tej letniej nocy w parku Riverside. Allen staje przed trudnym wyborem: może zdradzić siebie oraz nakłamać prokuraturze, ale wesprzeć niewinność Luciena lub napisać prawdę i potępić swojego przyjaciela.

## Ścieżka dźwiękowa

### Oryginalna ścieżka dźwiękowa
Oryginalna ścieżka dźwiękowa została wykonana skomponowana przez Nico Mulhy'ego.
1. Body In Water
2. Columbia
3. Typing
4. The Murder
5. Allen & Lucien
6. Letter
7. Plan On A Boat
8. The Library
9. Self-Defense
10. Harlem On Parade
11. The Blue Room
12. VG’s Blues

### Utwory występujące w filmie
Utwory różnych wykonawców wykorzystane w filmie.
1. Lilli Marlene (twórcy: Norbert Schultze (kompozytor), Hansa Leipa (tekściarz), wykonawcy: Anna Shelton, Stanley Black i jego orkiestra)
2. Harlem On Parade (twórcy: Benny Carter, Redd Evans, wykonawca: Catherine Russell z akompaniamentem Vince Giordano and His Nighthawks Orchestra)
3. Let's Get Away From It All (twórcy: Tom Adaira i Matt Dennis, wykonawca: West Coast All Stars)
4. G.I. Swing (twórca: Richard Myhill)
5. Caldonia (twórca: Fleecie Moore, wykonawcy: Louis Jordan & The Tympany Five)
6. Dinner with Gustav (twórca: Leo Nissim D'Apres)
7. VG's Blues (twórca: Vince Giordano, wykonawca: Vince Giordano and His Nighthawks Orchestra)
8. The Blue Room (twórca: Lorenz Hart i Richard Raodgers, wykonawca: Catherine Russell z akompaniamentem Vince Giordano and His Nighthawks Orchestra)
9. Wolf Like Me (twórcy: Tunde Adebimpe (Babatunde Adebimpe), Jaleel Bunton, Kyp Malone (David Malone), David Sitek, Gerard Smith, wykonawca: TV on the Radio)
10. Andante Non Troppo e Con Molto Espressione (twórca: Johannes Brahms, wykonawca: İdil Biret)
11. The Pioneers (M83 Remix) (twórcy: Kele Okereke, Russell Lissack, Gordon Moakes, Matt Tong, wykonawca: Bloc Party)
12. Bell Telephone March (twórca: Louis De Francesco)
13. Symphony No.3 in F Major, Op.90 (twórca: Johannes Brahms)
14. On the Sunny Side of the Street (twórcy: Jimmy McHugh i Dorothy Fields, wykonawca: Jo Stafford)
15. Gimme Some Skin, My Friend (twórcy: Gene de Paul, Red Mack i Don Raye, wykonawca: The Andrews Sisters
16. Dark Doings (twórca: Simon Benson
17. Alleyways (twórca: Roger-Roger
18. A Well A Take Em Joe (twórca: Slim Gaillard, wykonawca: Slim Gaillard)
19. March of Joy (twórca: Gerhard Trede)
20. You Always Hurt the One You Love (twórca: Doris Fisher, Allan Roberts, wykonawca: The Mills Brothers)
21. The Magic Fiddler (twórca: Bernie Baum and Florence Kaye, wykonawca: Florence Kaye)
22. Waltz No.7 in C Sharp Minor (twórca: Johannes Brahms, wykonawca: İdil Biret)
23. Symphony No.3 in F Major, Op.90 Poco Allegretto (twórca: Johannes Brahms, wykonawca: Dan Waldkirch)
24. Don't Look Back Into the Sun (twórcy: Carl Barât, Pete Doherty, wykonawca: The Libertines)

## Daty wydania na świecie
| Kraj             | Data wydania         | Miejsce premiery                                 |
| ---------------- | -------------------- | ------------------------------------------------ |
| USA              | 18 stycznia 2013     | Festiwal Filmowy w Sundance                      |
| Włochy           | 1 września 2013      | Międzynarodowy Festiwal Filmowy w Wenecji        |
| Kanada           | 10 września 2013     | Międzynarodowy Festiwal Filmowy w Toronto        |
| Chorwacja        | 19 września 2013     | premiera kinowa                                  |
| Węgry            | 19 września 2013     | Międzynarodowy Festiwal Filmowy Jameson CineFest |
| Grecja           | 22 września 2013     | Ateński Festiwal Filmowy                         |
| Brazylia         | 26 września 2013     | Międzynarodowy Festiwal Filmowy w Rio de Janeiro |
| USA              | 10 października 2013 | Międzynarodowy Festiwal Filmowy w Hamptons       |
| USA              | 11 października 2013 | Międzynarodowy Festiwal Filmowy w Chicago        |
| Niemcy           | 16 października 2013 | Filmfest homochrom                               |
| USA              | 16 października 2013 | Los Angeles                                      |
| USA              | 16 października 2013 | Nowy Jork                                        |
| UK               | 17 października 2013 | Festiwal Filmowy w Londynie                      |
| Włochy           | 17 października 2013 | premiera kinowa                                  |
| Polska           | 25 października 2013 | American Film Festival                           |
| Holandia         | 1 listopada 2013     | Festiwal Filmowy w Amsterdamie                   |
| Holandia         | 2 listopada 2013     | Międzynarodowy Festiwal Filmowy w Lejdzie        |
| Kanada           | 8 listopada 2013     | premiera kinowa                                  |
| Szwecja          | 8 listopada 2013     | Międzynarodowy Festiwal Filmowy w Sztokholmie    |
| Irlandia         | 16 listopada 2013    | Międzynarodowy Festiwal Filmowy w Cork           |
| Estonia          | 18 listopada 2013    | Festiwal Filmowy Black Nights                    |
| Macedonia        | 20 listopada 2013    | Cinedays Film Festival                           |
| Australia        | 5 grudnia 2013       | premiera kinowa                                  |
| UK               | 6 grudnia 2013       | premiera kinowa                                  |
| Irlandia         | 6 grudnia 2013       | premiera kinowa                                  |
| Izrael           | 16 stycznia 2014     | premiera kinowa                                  |
| Niemcy           | 30 stycznia 2014     | premiera kinowa                                  |
| Singapur         | 6 marca 2014         | premiera kinowa                                  |
| Belgia           | 19 marca 2014        | premiera kinowa                                  |
| Litwa            | 20 marca 2014        | Międzynarodowy Festiwal Filmowy w Wilnie         |
| Holandia         | 27 marca 2014        | premiera kinowa                                  |
| Tajwan           | 12 kwietnia 2014     | Festiwal Filmowy Golden Horse Fantastic          |
| Węgry            | 7 maja 2014          | premiera DVD                                     |
| Tajwan           | 9 maja 2014          | premiera kinowa                                  |
| Brazylia         | 12 czerwca 2014      | premiera kinowa                                  |
| Francja          | 15 czerwca 2014      | Festiwal Filmowy Champs-Élysées                  |
| Japonia          | 27 czerwca 2014      | premiera DVD                                     |
| Szwecja          | 23 lipca 2014        | premiera DVD                                     |
| Dania            | 4 października 2014  | MIX Copenhagen                                   |
| Korea Południowa | 16 października 2014 | premiera kinowa                                  |

## Obcojęzyczne tytuły
| Język            | Tytuł                                    |
| ---------------- | ---------------------------------------- |
| oryginalny tytuł | Kill Your Darlings                       |
| portugalski      | Versos de Um Crime                       |
| bułgarski        | Убий любимите си                         |
| chorwacki        | Ubij svoje najdraže                      |
| estoński         | Tapa oma kullakesed                      |
| francuski        | Kill Your Darlings: Obsession meurtrière |
| grecki           | Skotose tous agapimenous sou             |
| hiszpański       | Amores asesinos                          |
| hebrajski        | Harog et yakirei'kha                     |
| litewski         | Nuzudyk tuos, kuriuos myli               |
| niemiecki        | Kill Your Darlings – Junge Wilde         |
| polski           | Na śmierć i życie                        |
| portugalski      | Versos de um Crime                       |
| rosyjski         | Убей своих любимых                       |
| turecki          | Sevdiklerini Öldür                       |
| węgierski        | Öld meg kedveseid                        |
| włoski           | Giovani ribelli – Kill Your Darlings     |